# Campeonato de España de Ciclismo en Ruta 2008
El CVII Campeonato de España de Ciclismo en Ruta  se celebró el 29 de junio de 2008 en Talavera de la Reina (Provincia de Toledo) sobre 202,7 km. Finalizaron la prueba 77 ciclistas.
El ganador de la prueba fue Alejandro Valverde, que consiguió el Campeonato de España de Ciclismo en Ruta por primera vez, por delante de su compañero de escapada, Óscar Sevilla. Un grupo de cuatro ciclistas llegó a más de un minuto, encabezado por Óscar Pereiro, que se alzó con la tercera posición final.

## Clasificación
| \| 1. \| \| Alejandro Valverde \| Caisse d'Epargne \| 5h 13' 13" \| \| 2. \| \| Óscar Sevilla \| Rock Racing \| + 1" \| \| 3. \| \| Óscar Pereiro \| Caisse d'Epargne \| + 1' 04" \| \| 4. \| \| Jaume Rovira \| Extremadura-Ciclismo Solidario \| m.t. \| \| 5. \| \| Xavier Florencio \| Bouygues Telecom \| m.t. \| \| 6. \| \| Xavier Tondo \| LA-MSS \| m.t. \| \| 7. \| \| José Ruiz \| Andalucía-CajaSur \| + 1' 06" \| \| 8. \| \| Daniel Moreno \| Caisse d'Epargne \| m.t. \| \| 9. \| \| Manuel Vázquez \| Contentpolis-Murcia \| m.t. \| \| 10. \| \| Mikel Nieve \| Orbea-Oreka \| m.t. \| |  |                    |                                |            |
| 1. |  | Alejandro Valverde | Caisse d'Epargne               | 5h 13' 13" |
| 2. |  | Óscar Sevilla      | Rock Racing                    | + 1"       |
| 3. |  | Óscar Pereiro      | Caisse d'Epargne               | + 1' 04"   |
| 4. |  | Jaume Rovira       | Extremadura-Ciclismo Solidario | m.t.       |
| 5. |  | Xavier Florencio   | Bouygues Telecom               | m.t.       |
| 6. |  | Xavier Tondo       | LA-MSS                         | m.t.       |
| 7. |  | José Ruiz          | Andalucía-CajaSur              | + 1' 06"   |
| 8. |  | Daniel Moreno      | Caisse d'Epargne               | m.t.       |
| 9. |  | Manuel Vázquez     | Contentpolis-Murcia            | m.t.       |
| 10. |  | Mikel Nieve        | Orbea-Oreka                    | m.t.       |